# انریکو ماتزانتی

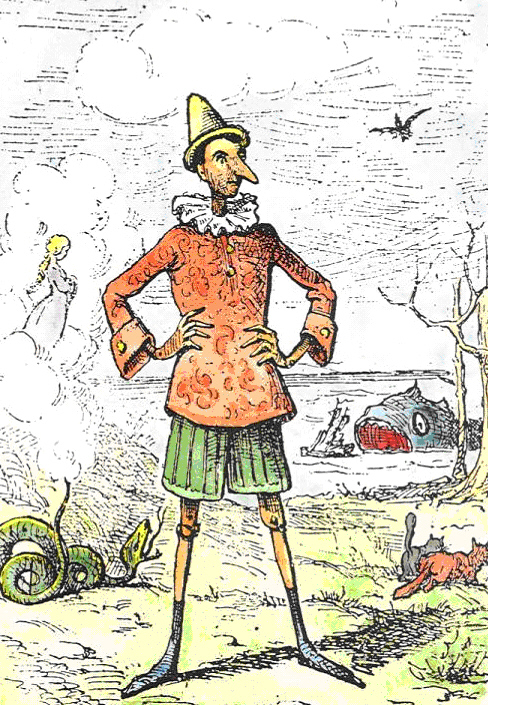
پینوکیو به تصویرگری انریکو ماتزانتی

انریکو ماتزانتی (Enrico Mazzanti) (۵ آوریل ۱۸۵۰، در فلورانس - ۳ سپتامبر ۱۹۱۰) یک مهندس و کارتونیست ایتالیایی بود که تصویرگری نخستین نسخه پینوکیو را به عهده داشت.